# IC 3893
IC 3893 ist eine Spiralgalaxie vom Hubble-Typ S im Sternbild Jagdhunde. Sie ist schätzungsweise 698 Millionen Lichtjahre von der Milchstraße entfernt. 
Das Objekt wurde am 21. März 1903 von Max Wolf entdeckt.